# Chie Edoojon Kawakami
Chie Edoojon Kawakami (川上 エドオジョン 智慧 Kawakami Edoojon Chie?), född 21 april 1998 i Saitama prefektur, är en japansk fotbollsspelare.
Kawakami började sin karriär 2017 i Tokushima Vortis. 2018 blev han utlånad till Kataller Toyama. 2019 blev han utlånad till SC Sagamihara. Han gick tillbaka till Tokushima Vortis 2020.